# Tam Hiệp (phường)
Tam Hiệp là một phường thuộc tỉnh Đồng Nai, Việt Nam.

## Địa lý
Phường Tam Hiệp có vị trí địa lý:
- Phía Đông giáp phường Long Bình
- Phía Tây và Nam giáp phường Trấn Biên
- Phía Bắc giáp phường Tân Triều và Trảng Dài

Phường có diện tích 10,81 km², dân số năm 2025 là 139.441 người, mật độ dân số đạt 12.899 người/km².
Hiện nay trên địa bàn phường có nhiều cơ sở sản xuất công nghiệp có vốn đầu tư của nước ngoài đang hoạt động.

## Giao thông
Các tuyến đường chính trên địa bàn phường: đường Phạm Văn Thuận (Quốc lộ 15 cũ) và đường Đồng Khởi.
Ngoài ra toàn bộ các đường ở khu dân cư đã được bê tông, nhựa hóa và một số đường được đặt tên như Nguyễn Bảo Đức, Lý Văn Sâm, Dương Bạch Mai, Đặng Đức Thuật, Đoàn Văn Cự,....
Có tuyến xe buýt liên tỉnh đi qua như xe buýt số 2, 8, 16, 18, 60-1, 60-7.

## Hành chính
Phường Tam Hiệp hiện nay có 9 khu phố: 1, 2, 3, 4, 5, 6, 7, 8, 9.

## Lịch sử
Xã Tam Hiệp vốn được hình thành từ 3 làng Bình An (Bình Đa và An Hảo), Vĩnh Cửu, Tân Mai thuộc tổng Phước Vĩnh Thượng, quận Châu Thành, tỉnh Biên Hòa. Năm 1963, chính quyền Sài Gòn đổi quận Châu Thành thành quận Đức Tu, với quận lị đặt tại xã Tam Hiệp. Về phía chính quyền cách mạng, xã Tam Hiệp thuộc huyện Vĩnh Cửu (tên huyện lấy theo tên làng Vĩnh Cửu).
Trong kháng chiến chống thực dân Pháp, Tam Hiệp là nơi được Chính quyền cách mạng chọn làm địa điểm mở Trại huấn luyện Du kích Bình Đa, Vĩnh Cửu để đào tạo cán bộ quân sự cho tỉnh (26-9-1945) và nổi tiếng với chiến khu Bình Đa, nơi đứng chân chỉ đạo của huyện Vĩnh Cửu và thị xã Biên Hòa. Nơi cung cấp cho thị xã, tỉnh nhiều cán bộ lãnh đạo trong các thời kỳ đấu ranh giải phóng dân tộc.
Trong kháng chiến chống Mỹ, Tam Hiệp là nơi có chi bộ đảng, nơi đứng chân của Đoàn Thanh niên thị xã, Ban công vận Thị uỷ Biên Hòa và biệt động thị xã; nơi có phong trào đấu tranh cách mạng mạnh của công nhân khu Kỹ nghệ Biên Hòa. Ngày 29-4-1975, Chi bộ Tam Hiệp và cơ sở đã làm chủ địa bàn và góp phần quan trọng trong việc tiếp quản, bảo vệ nguyên vẹn khu kỹ nghệ Biên Hòa.
Năm 1976, xã Tam Hiệp được chia thành 3 phường Tam Hiệp, Tam Hòa và An Bình thuộc thành phố Biên Hòa. Năm 1994, một phần diện tích và dân số của phường Tam Hiệp được tách ra để thành lập phường Tân Hiệp.
Ngày 16 tháng 6 năm 2025, Ủy ban Thường vụ Quốc hội ban hành Nghị quyết số 1662/NQ-UBTVQH15 về việc sắp xếp các đơn vị hành chính cấp xã của tỉnh Đồng Nai năm 2025. Theo đó, sắp xếp toàn bộ diện tích tự nhiên, quy mô dân số của các phường Tân Hiệp, Tân Mai, Bình Đa và Tam Hiệp thành phường mới có tên gọi là phường Tam Hiệp.
Sau khi sáp nhập, phường Tam Hiệp có 10,81 km² diện tích tự nhiên và dân số 139.441 người.
Phường có đình thần Đoàn Văn Cự, được Bộ Văn hoá thông tin xếp hạng di tích cấp quốc gia; có đền thờ Hùng Vương hằng năm đều tổ chức lễ giỗ Tổ vào mùng 10-3 Âm lịch.